# 75 (группа)
ВИА «75» (груз. ვია 75) — вокально-инструментальный ансамбль из Тбилиси, образованный в 1975 году (в связи с чем и был так назван). Создателем ансамбля явился Роберт Бардзимашвили, руководивший ВИА «Орэра» с момента создания в 1958 году по 1975 год, но покинувший его в связи с творческими разногласиями.

## История
Основной состав ВИА «75» был образован из студентов Тбилисской консерватории, средний возраст которых составлял 22 года.
Вскоре была записана и выпущена первая долгоиграющая пластинка на фирме «Мелодия», содержащая как песни современных грузинских композиторов, так и кавер-версии некоторых известных зарубежных песен («Смешная девчонка» Зупа, «Разные пути» Пола Анка, и даже инструментальная обработка пьесы Паганини), но наибольший интерес представляли обработки грузинских народных песен (благодаря одной из них пластинка получила неофициальное название «Оровела»), сделанных с использованием традиционного грузинского многоголосного вокала и полноценной медной секции, характерной для стиля фьюжн. Уже с 1976 года ВИА «75» начинает вести активную концертную деятельность, побывав на гастролях во многих крупных городах СССР, а также в ФРГ, ГДР, Польше, Болгарии, Чехословакии и др.
В 1977 году на сцене Тбилисской филармонии участниками ансамбля была поставлена рок-опера И. Барданашвили «Альтернатива».
В 1978 году из Государственного эстрадного оркестра Грузии «Реро» в ВИА «75» переходит вокалист Бесик Каландадзе, в дальнейшем исполнитель таких известных хитов как «Ивы», «Белая ночь», «Подснежник», «Росинки», «Месяц Святого Георгия (Гиоргобистве)».
В 1979 году в г. Ялта ансамбль выступил на I Всесоюзном конкурсе на лучшее исполнение песен стран социалистического содружества и удостоился звания лауреата, исполнив композицию «Афро-кубинские ритмы» (впоследствии была выпущена «Мелодией» на пластинке «Всесоюзный конкурс на лучшее исполнение песен стран социалистического содружества 1979»).
На фестивале «Тбилиси-80» группа завоевала 3-е место, представив новую композицию «Родина», построенную в виде сюиты, где инструментальные номера чередовались с вокальными (впоследствии была включена в выпущенный в 1981 году на «Мелодии» двойной альбом «Лауреаты фестиваля „Весенние Ритмы. Тбилиси-80“»).
В 1981 году на «Мелодии» вышел второй диск ансамбля, названный «Ритм радости», в записи которого незадолго до собственной смерти принял участие известный джазовый пианист Вагиф Мустафа-заде.
В 1983 году вышел третий диск «Звездопад», содержавший известные хиты «Ивы (Тирипеби)» и «Первая любовь — пирвели сикварули (ту ки гесизмреби)». По сравнению с предыдущими альбомами здесь имеет место упрощение музыкального языка в целом, исключение из репертуара сугубо инструментальных пьес и кавер-версий.
В 1984 году был выпущен четвёртый и последний диск «Для тебя живу, Грузия моя».

## Состав
В разное время в составе ансамбля выступали:

### Солисты
- Роберт Бардзимашвили
- Бесик Каландадзе
- Коба Бейшиташвили
- Теймураз Ревазишвили
- Гоча Лория
- Роман Рцхиладзе
- Михаил Попхадзе

### Инструменталисты
- Уча Кордзая — вокал, флейта, саксофон, ударные
- Арчил Симонишвили — вокал, гитара-бас, ударные
- Роман Рцхиладзе — вокал, рояль, орган, вибрафон
- Валерий Кондахчян — вокал, ударные, рояль, гитара-бас, труба
- Гоча Лория — пение, гитара, ударные
- Арчил Асланишвили — вокал, гитара
- Дато Джанелидзе — вокал, тромбон, гитара, гитара-бас, ударные
- Гарри Модебадзе — вокал, труба
- Иракли Каландадзе — гитара
- Михаил Попхадзе — вокал, гитара-бас

## Дискография
- (1976) ВИА «75» (Оровела) — Мелодия С60-08191-92 (LP), запись 1975 года
  1. Новогодняя (В. Дургвишвили — А. Геловани, Т. Чантладзе)
  2. Аробная, вокализ (Музыка народная, обработка Р. Рцхиладзе)
  3. Берёзка (Е. Мартынов — С. Есенин)
  4. Время (В. Азарашвили — М. Поцхишвили)
  5. Снежная фея (Музыка и слова Т. Рцхиладзе)
  6. Сердцу не прикажешь (Дж. Кахидзе — П. Грузинский)
  7. Сачидао (Р. Лагидзе)
  8. Смешная девчонка (Музыка и слова Зупа)
  9. Любимая (Г. Квачантирадзе — слова народные, перевод О. Гаджикасимова)
  10. Этюд (Н. Паганини, переложение Р. Рцхиладзе)
  11. Кахетинская (Народная песня)
  12. Разные пути (Музыка и слова П. Анка)
  13. Имеретинская дорожная (Дж. Кахидзе — П. Грузинский)
  14. Намгало (Народная песня, обработка Р. Рцхиладзе)
- (1981) Ритм радости — Мелодия С60-15837-38 (LP), запись 1979 года
  1. Ветер (Н. Абашидзе — Н. Эргемлидзе) — 7.15
  2. Красный дом (Музыка и слова Д. Хендрикса) — 6.56
  3. Оровела (музыка народная, обработка Р. Бардзимашвили, Р. Рцхиладзе — слова народные) — 2.46
  4. Время (В. Азарашвили — М. Поцхишвили) — 2.55
  5. Подснежник (В. Дурглишвили — М. Поцхишвили) — 2.27
  6. Ритм радости (Музыка и слова Р. Галагера) — 6.19
- (1983) Звездопад — Мелодия C60-18551-52 (LP), запись 1982 года
  1. Звездопад (Е. Чавчанидзе — Н. Эргемлидзе)
  2. Белая ночь (З. Манагадзе — М. Чхеидзе)
  3. Листопад (Музыка и слова Н. Эргемлидзе)
  4. У моря (Музыка и слова Н. Эргемлидзе)
  5. Цихисдзири (З. Манагадзе — Дж. Катамадзе)
  6. Не сердись (З. Манагадзе — Н. Нарсия)
  7. Первая любовь (Музыка и слова Н. Эргемлидзе)
  8. Бакуриани (Музыка и слова Н. Эргемлидзе)
  9. Где-то (Музыка и слова Н. Эргемлидзе)
  10. Ивы (З. Манагадзе — Л. Чигладзе)
  11. Экспромт (О. Рамишвили — Ш. Нишнианидзе)
  12. Моя песня (В. Дургвишвили — Н. Эргемлидзе)
- (1984) Для тебя живу, Грузия моя — Мелодия C60-20845-46 (LP), запись 1983 года
  1. Для тебя живу, Грузия моя! (А. Шарвадзе — М. Лебанидзе)
  2. Дождь (Алазниспирели — Д. Гвишиани)
  3. Помирись со мной (Ш. Милорава — П. Грузинский)
  4. Гуриец (Музыка и слова Н. Эргемлидзе)
  5. Вечер (З. Манагадзе — Н. Эргемлидзе)
  6. Белый голубь (Г. Цабадзе — О. Рахмадзе)
  7. Воспоминание (З. Манагадзе — М. Гоготашвили)
  8. Родной язык (Н. Эргемлидзе — Л. Алпенидзе)
  9. Цутисопели (Г. Майсурадзе — М. Лебанидзе)
  10. Гиоргобистве (З. Манагадзе — М. Чхаидзе)

## Интересные факты
- Конверт пластинки с композицией «Афро-кубинские ритмы» не содержит указаний на оригинального автора, тем не менее это кавер-версия на "Egbe mi o" (автор: Fela Anikulapo Kuti).
- Песня «Красный дом» (англ. Red House), записанная на пластинке «Ритм радости», оказалась первой и единственной композицией Джими Хендрикса, когда-либо выходившей на «Мелодии».
- Композиция «Ветер» с той же пластинки с участием  известного джазового пианиста Вагифа Мустафа-заде была записана незадолго до его смерти и фактически является его последней студийной записью.